# Theofilus (Bijbel)
Theofilus of Theophilus (Koinè: Θεόφιλος, theófilos, "vriend van God", "geliefd, bemind door God") is de man aan wie het Evangelie volgens Lucas en de Handelingen van de Apostelen waren gericht (Lucas 1:4; Handelingen 1:1). Traditioneel worden deze werken toegeschreven aan Lucas de evangelist. Het is onduidelijk of Theofilus een werkelijke persoon is geweest of symbool stond voor alle godvrezende christenen.

## Profiel
Als Theofilus een werkelijke persoon was, moet hij geleefd hebben in de periode dat Lucas en Handelingen werden geschreven, dus in de tweede helft van de eerste eeuw. 'Lucas' spreekt hem in de proloog van zijn evangelie aan als κράτιστε Θεόφιλε, "hooggeachte Theofilus" (Lucas 1:3). Hoewel dit een gewone aanduiding van respect kan zijn, is de gangbare opvatting dat Theofilus een hooggeplaatste Romein was, vooral omdat hij deze aanspreektitel in Handelingen verder alleen gebruikte wanneer hij zich wendt tot hoge ambtenaren (Handelingen 23:26; 26:25).
Het valt op dat 'Lucas' gedetailleerde beschrijvingen opnam van de gewoontes en plaatsen in Judea, Kreta, Macedonië en Athene, maar weinig informatie geeft over het deel van Italië tussen Rome en Sicilië. Om die reden wordt wel gedacht dat Theofilus in het zuidelijke deel van Italië woonde.

## Identificatie
Er zijn diverse identificaties van Theofilus (alle op basis van de aanname dat hij een werkelijk persoon was):
1. Volgens een oude christelijke traditie was Theofilus een jood uit Alexandrië.[5][6]
2. Enkele auteurs nemen aan dat Theofilus slaat op Theophilus ben Ananus, de hogepriester tussen 37 en 41 en sadduceeër. Deze theorie kan enkele aspecten in het Evangelie volgens Lucas verklaren, zoals:
  1. Lucas noemt als enige evangelist enkele gebeurtenissen die zich afspelen in of rondom de Joodse tempel:
    1. De priester Zacharias die in een visioen een engel zag (sadduceeën geloofden niet in het bestaan van engelen).
    2. De zuivering van Maria in de tempel.
    3. Het bezoek van de twaalfjarige Jezus in de tempel.

  2. Lucas noemt Theophilus ben Ananus' voorganger Kajafas niet in relatie tot het proces tegen Jezus.
  3. Lucas benadrukt de letterlijke opstanding van Jezus uit de dood (sadduceeën geloofden niet in opstanding uit de dood).
  4. Daarnaast is er een ossuarium gevonden, met daarop de tekst "Johanna, kleindochter van Theophilus, de hogepriester". In het evangelie volgens Lucas wordt ook een vrouw genoemd met de naam Johanna, die duidelijk uit welgestelde kringen komt (Lucas 8:3; 24:10). Lucas suggereert echter nergens dat de Johanna die hij noemt enige relatie heeft met de hogepriesterlijke familie. Of Lucas zich inderdaad tot de hogepriester Theophilus richt, is dan ook zeer onzeker.[7]
3. De Amerikaanse historicus Paul L. Maier identificeert in zijn roman The Flames of Rome (1981) Titus Flavius Sabinus (consul suffectus in 52) als Theofilus.
4. Schrijver Francine Rivers schildert Theofilus in haar roman As Sure as the Dawn (1995) af als een tot het christendom bekeerde Romeinse centurio.
5. De Amerikaanse auteur en advocaat Randy Singer laat in zijn roman The advocate (2014) Theofilus figureren als assistent van Pontius Pilatus en als advocaat voor de apostel Paulus in zijn proces voor keizer Nero.